# Wyszogród (gmina)
 (octobre 2020).
Pour les articles homonymes, voir Wyszogród (homonymie).
Wyszogród est une gmina urbaine-rurale (gmina miejsko-wiejska) ou mixte de la powiat de Płock, dans la Voïvodie de Mazovie, dans le centre-est de la Pologne.
Son siège administratif (chef-lieu) est la ville de Wyszogród qui se situe environ 39 kilomètres au sud-est de Płock (capitale de la powiat) et 58 kilomètres à l'ouest de Varsovie (capitale de la Pologne).
La gmina couvre une superficie de 97,93 km2 pour une population de 6 002 habitants en 2006 avec une population de 2 772 habitants pour la ville de Wyszogród et une population de la partie rurale de la gmina de 3 230 habitants.

## Histoire
De 1975 à 1998, la gmina est attachée administrativement à la voïvodie de Płock.

Depuis 1999, elle fait partie de la voïvodie de Mazovie.

## Géographie
Outre la ville de Wyszogród, la gmina inclut les villages et localités de:

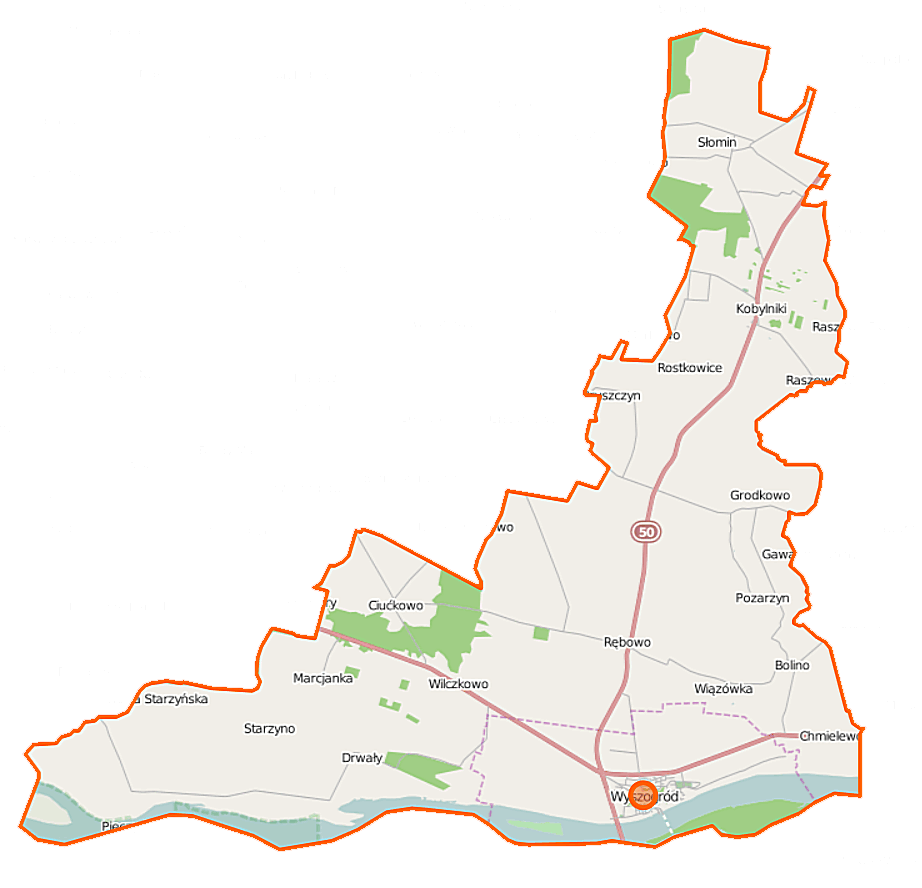
Plan de la gmina

- Bielice
- Bolino
- Chmielewo
- Ciućkowo
- Drwały
- Gródkówko
- Grodkowo,
- Kobylniki
- Marcjanka
- Pozarzyn
- Pruszczyn
- Rakowo
- Rębowo
- Rostkowice
- Słomin
- Starzyno
- Wiązówka
- Wilczkowo

### Gminy voisines
La gmina de Wyszogród est voisine des gminy suivantes :
- Brochów
- Czerwińsk nad Wisłą
- Iłów
- Mała Wieś
- Młodzieszyn
- Naruszewo

## Structure du terrain
D'après les données de 2002, la superficie de la commune de Wyszogród est de 97,93 km2, répartis comme tel :
- terres agricoles : 74%
- forêts : 10%

La commune représente 5,44% de la superficie du powiat.

## Démographie
Données du 30 juin 2004 :
| Description        | Total  | Total | Femmes | Femmes | Hommes | Hommes |
| ------------------ | ------ | ----- | ------ | ------ | ------ | ------ |
| Unité              | Nombre | %     | Nombre | %      | Nombre | %      |
| Population         | 6 048  | 100   | 3 020  | 49,9   | 3 028  | 50,1   |
| Densité (hab./km²) | 61,8   | 61,8  | 30,8   | 30,8   | 30,9   | 30,9   |